# 高岩駅 (長崎県)
高岩駅（たかいわえき）は、長崎県佐世保市江迎町小川内にある松浦鉄道西九州線の駅である。

## 歴史
- 1989年（平成元年）3月11日：開業[1]。

## 駅構造
単式ホーム1面1線を有する地上駅である。無人駅で駅舎は無いが、待合室とトイレがある。

## 利用状況
1日平均乗車人員は以下の通り。
| 乗車人員推移 | 乗車人員推移 |
| 年度         | 1日平均人数  |
| ------------ | ------------ |
| 1998         | 115          |
| 1999         | 111          |
| 2000         | 108          |
| 2001         | 124          |
| 2002         | 121          |
| 2003         | 98           |
| 2004         | 129          |
| 2005         | 131          |
| 2006         | 102          |
| 2007         | 92           |
| 2008         | 96           |
| 2009         | 103          |
| 2010         | 89           |

## 駅周辺

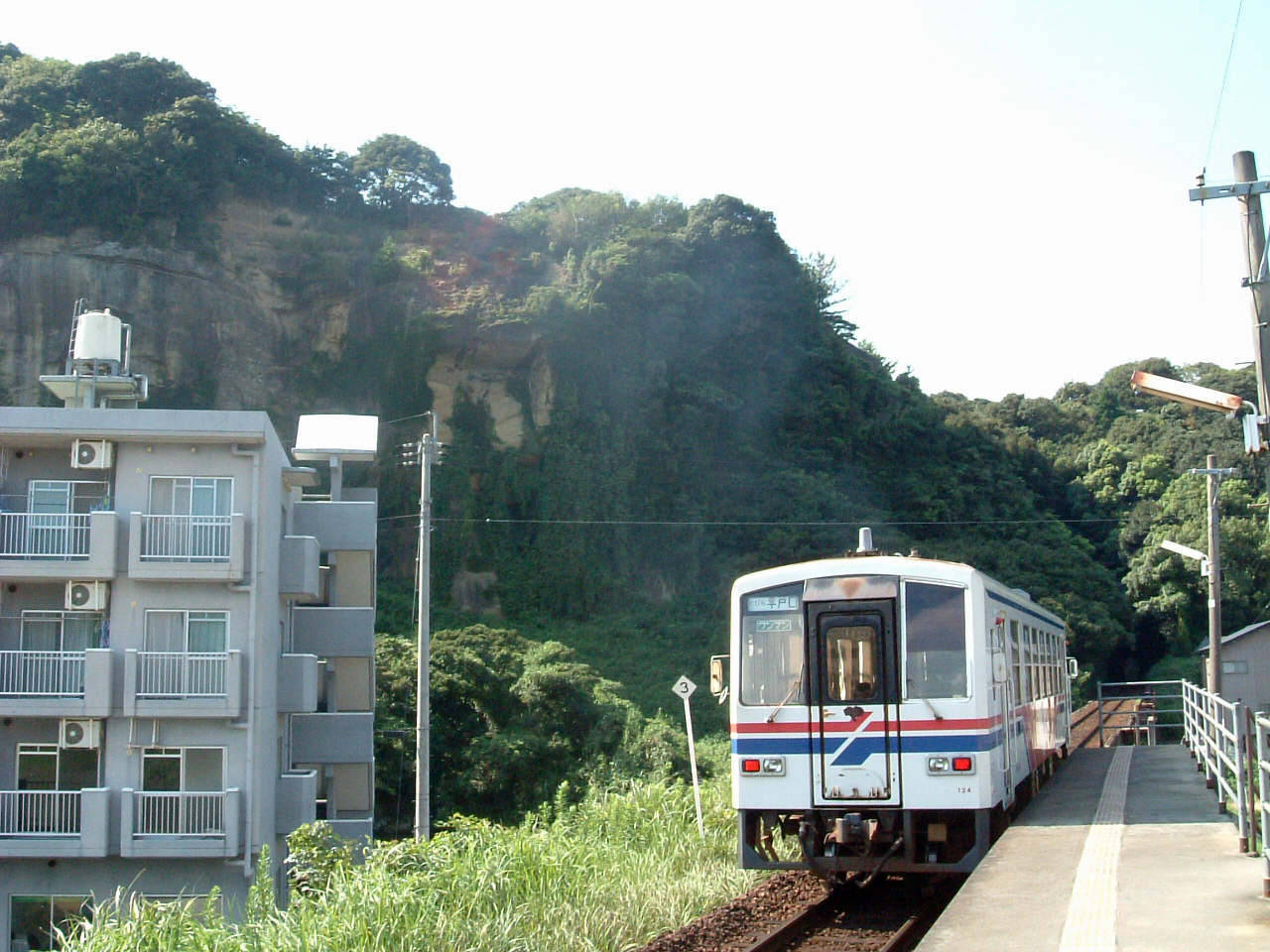
「高岩」という断崖（左）と高岩駅を発車した列車（右）

国道204号沿いにあり、国道を挟んで北側に集落がある。列車は駅の江迎鹿町方で江迎川を渡る。
- 高岩 - 駅名の由来となった高さ約30 mの断崖で平戸八景の一つ。ホームからほぼ全景が見える。
- 佐世保市立江迎中学校
- 高岩簡易郵便局
- 北松中央病院
- 小川内団地

## 隣の駅
松浦鉄道
■西九州線
江迎鹿町駅 - 高岩駅 - いのつき駅